# كيوي (نبات)
الكيوي (الاسم العلمي: Actinidia deliciosa) هي الاسم العلمي للشجرة التي تحمل فاكهة الكيوي.

### الفواكه

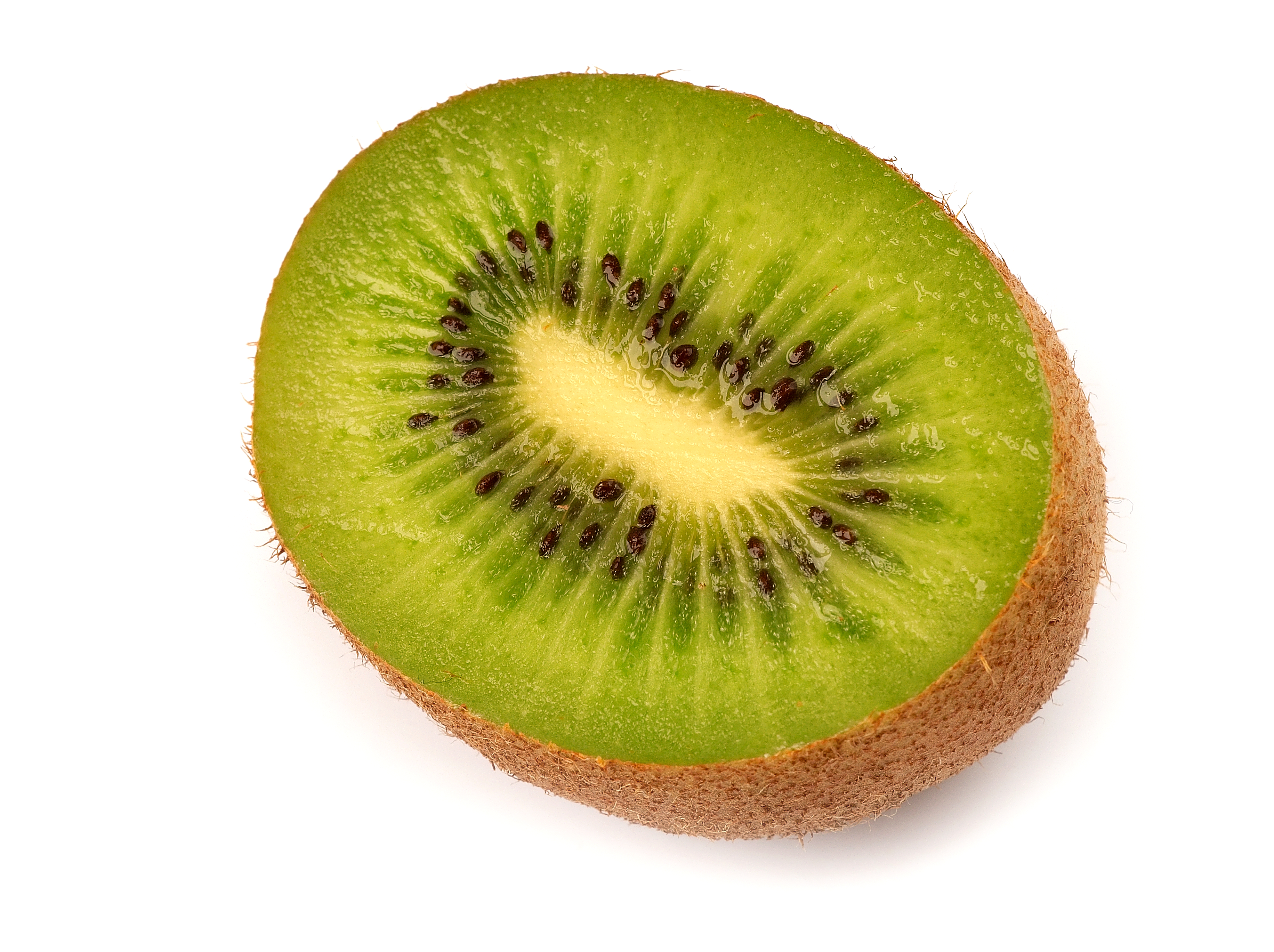
فاكهة الكيوي

## الوصف

### الأوراق
أوراق الكيوي كبيرة قلبية طولها 8-12سم وعرضها 6-7سم ذات حامل طويل، سطحها السفلي ذو أوبار قاسية قصيرة وكثيفة.

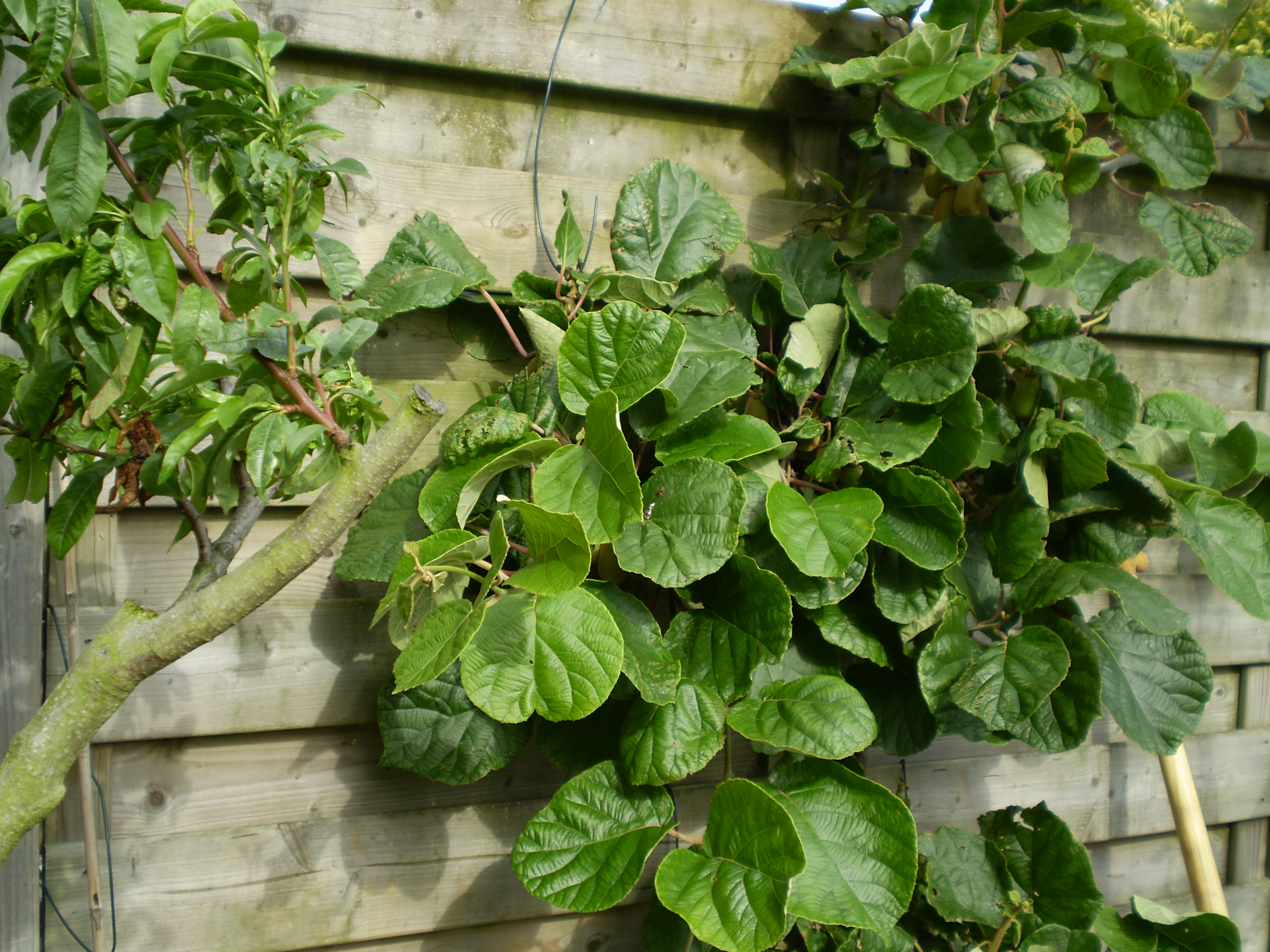
أوراق النبتة

### الزهور
الأزهار ذات لون أبيض في البداية ثم تتحول إلى الكريمي، قطر الزهرة 3-4سم

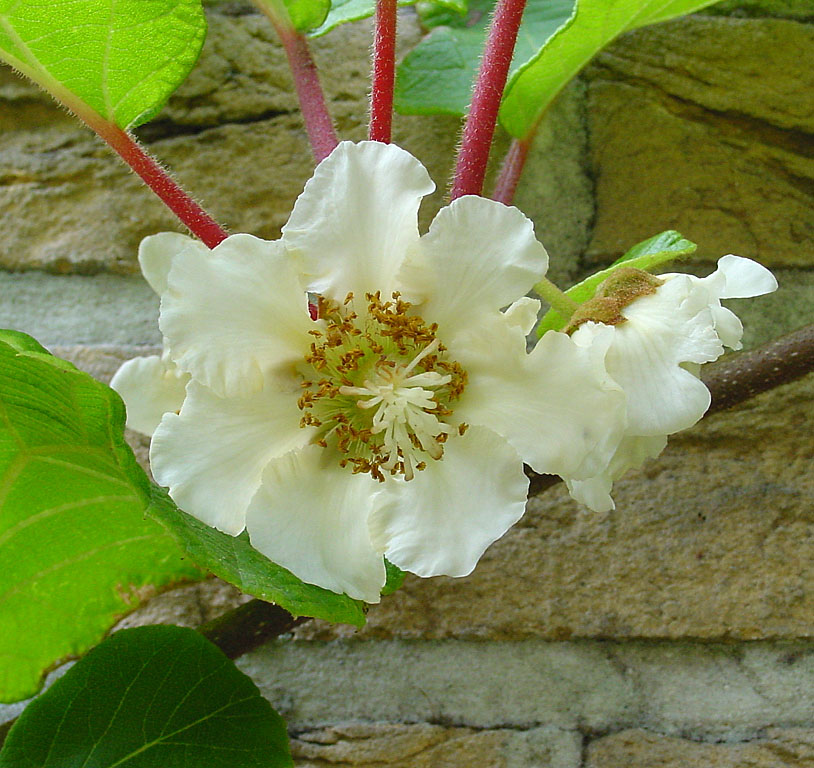
الزهور

## الأنواع
ينتشر في العالم ثلاثة سلالات أساسية اقتصادية تنتج غالبية الإنتاج العالمي من ثمار الكيوي، وهذه السلالات هي:
- السلالة العارية الطرية : وتتميز بصغر حجم ثمارها وتنتشر في بلدان الشرق الأقصى في منشوريا وكوريا واليابان وشرقي الصين.
  - السلالة ذات الأسنان الحادة: تتميز كذلك بصغر حجم ثمارها وتنتشر في مناطق انتشار السلالة الأولى.
    - السلالة الصينية: تتميز ثمار هذه السلالة بكبر حجم ثمارها وتنتشر الآن في كثير من دول العالم.
      - السلالة الرابحية: تتميز ثمار هذه السلالة بغرابة حجم ثمارها وتنتشر الآن في شرق ليبيا منذ ثمانينات القرن الماضي.

## لمحة تاريخية
الموطن الأصلي للكيوي جنوب شرق آسيا ومنها انتشر إلى مناطق عدديدها في الصين والهند ونيوزيلندا وجنوب إفريقيا واليونان وكرواتيا وبلغاريا وإيطاليا وإسبانيا وتركيا وقبرص وفرنسا وروسيا والولايات المتحدة وسوريا ولبنان والأردن وفلسطين ومصر وتونس والجزائر والمغرب واليابان وكوريا (الجنوبية والشمالية) والبرازيل.